# Yuhe (sockenhuvudort i Kina, Heilongjiang Sheng, lat 45,39, long 128,37)
Yuhe (kinesiska: 玉河, 玉河乡) är en sockenhuvudort i Kina. Den ligger i provinsen Heilongjiang, i den nordöstra delen av landet, omkring 140 kilometer öster om provinshuvudstaden Harbin. Antalet invånare är 21 616. Befolkningen består av 10 357 kvinnor och 11 259 män. Barn under 15 år utgör 13,0 %, vuxna 15-64 år 79 %, och äldre över 65 år 0,00 %.
Runt Yuhe är det ganska tätbefolkat, med 75 invånare per kvadratkilometer. Närmaste större samhälle är Yanshou, 7,5 km norr om Yuhe. Omgivningarna runt Yuhe är en mosaik av jordbruksmark och naturlig växtlighet.
Genomsnittlig årsnederbörd är 907 millimeter. Den regnigaste månaden är juli, med i genomsnitt 189 mm nederbörd, och den torraste är januari, med 9 mm nederbörd.